# František Fáček
František Fáček (29. ledna 1826 Počátky – 20. ledna 1889 Praha) byl český politik Národní (staročeské) strany, publicista a právník.

## Biografie
Studoval na gymnáziu v Německém Brodě, pak absolvoval Právnickou fakultu Karlo-Ferdinandovy univerzity v Praze. Působil jako soudce, například v Tachově a Přísečnici, od roku 1867 přestoupil do služeb obce Pražské, kde se stal magistrátním tajemníkem. Pro obec vypracoval právní analýzu v jejím sporu s belgickou plynárenskou společností, která později vyšla jako samostatný spis.
Později přesídlil do Jindřichova Hradce. Zde pracoval jako notář, byl předsedou tamního politického spolku a rovněž se stal starostou okresního zastupitelstva v Jindřichově Hradci. V Praze přispíval do časopisu Právník.
Byl aktivní i v politice. V 60. letech 19. století byl zvolen do Českého zemského sněmu za obvod Chotěboř a Habry. V srpnu 1868 patřil mezi 81 signatářů státoprávní deklarace českých poslanců, v níž česká politická reprezentace odmítla centralistické směřování státu a hájila české státní právo. Na sněmu v roce 1884 vystoupil proti požadavku českých Němců na rozdělení Čech, navrhl změnu obecního řádu Pražského a roku 1887 navrhl nový obecní řád v Čechách (takzvaný lex Fáček). V zemském sněmu zasedal až do své smrti.
V prvních přímých volbách do Říšské rady roku 1873 získal mandát poslance v Říšské radě za kurii venkovských obcí, obvod Čáslav, Kutná Hora, Chotěboř atd. V souladu s tehdejší českou opoziční politikou pasivní rezistence ale mandát nepřevzal a do sněmovny se nedostavil, čímž byl mandát i přes opakované zvolení prohlášen za zaniklý.
Zemřel v lednu 1889. Byl raněn mrtvicí v hostinci u arcivévody Štěpána v Praze, kde byl ubytován. Již několik dní předtím se musel omluvit ze schůze zemského sněmu pro nevolnost. Ulehl a lůžko už neopustil. V posledních dnech se o něj staral syn, který v Praze studoval práva.
Jeho synem byl politik Vladimír Fáček.

## Dílo
- Die Streitfrage über Benutzung der Prager Gassengründe durch die Karolinenthaler Gasanstalt